# Silopi

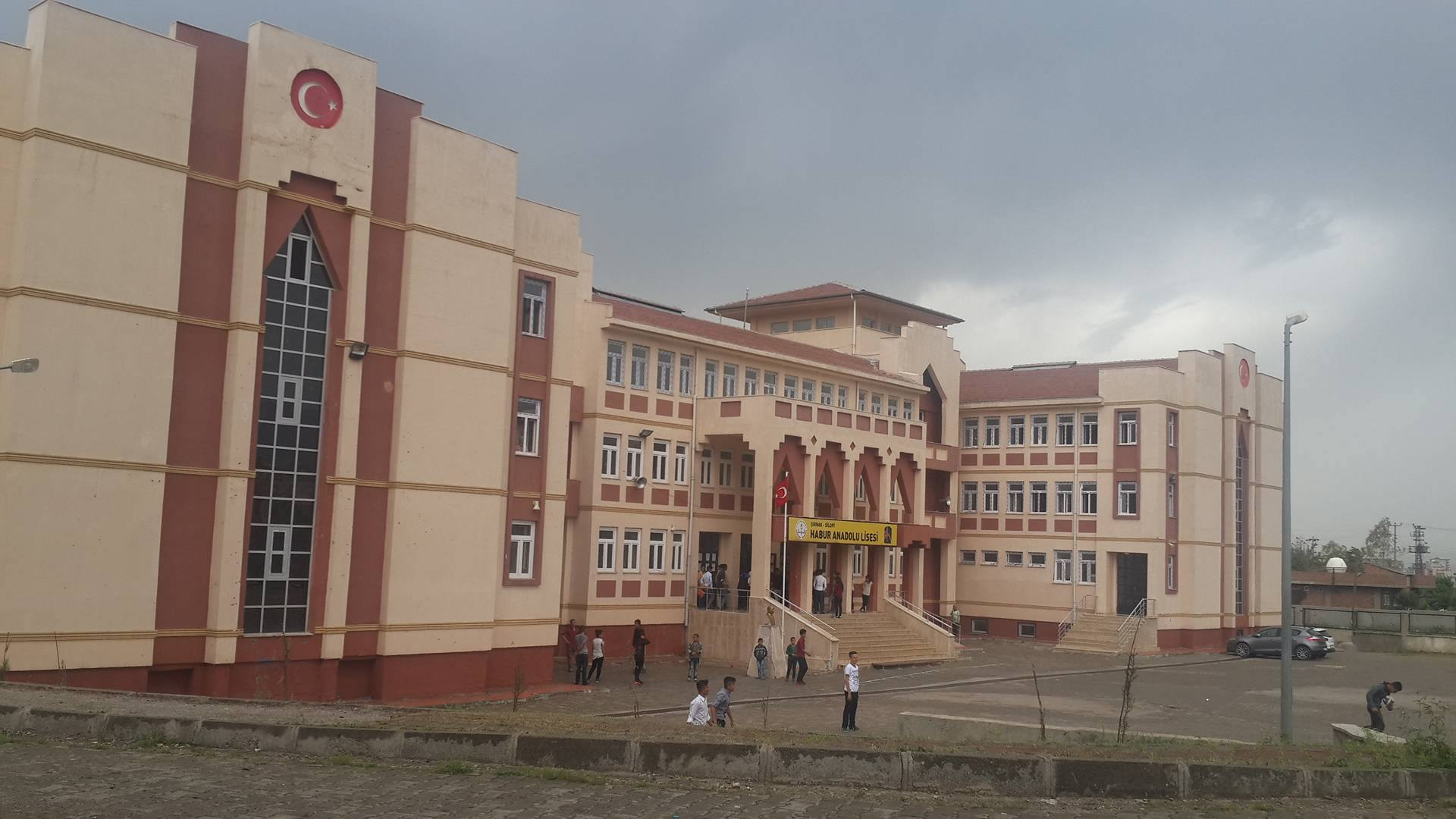
Habur Anadolu Lisesi in Silopi district

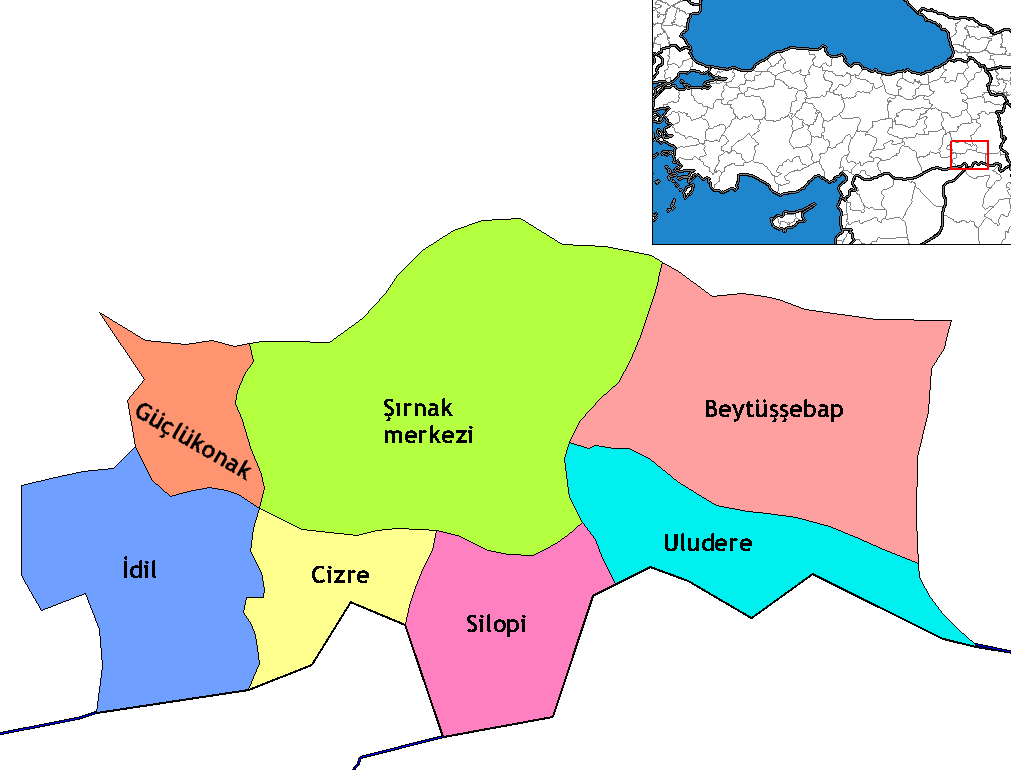
Silopi distrikt

Silopi (kurdiska Silopiya, turkiska Silopi) är en stad i provinsen Şırnak i sydöstra Turkiet, vid gränsen mot Irak. Silopi hade 81 949 invånare i slutet av 2011.